# Noordelijke biesbladroller
De noordelijke biesbladroller (Bactra suedana) is een vlinder uit de familie bladrollers (Tortricidae). De wetenschappelijke naam is voor het eerst geldig gepubliceerd in 1989 door Bengtsson.
De soort komt voor in Europa.